# Leslie F. Stone
Pour les articles homonymes, voir Stone.
Leslie Frances Silberberg, née le 8 juin 1905 à Philadelphie en Pennsylvanie et morte le 21 mars 1991, aussi connue sous le pseudonyme de Leslie F. Stone, est une écrivaine américaine de science-fiction féministe et l'une des premières femmes à écrire dans les pulps de science-fiction (en) des années 1950, contribuant à plus de 20 nouvelles entre 1929 et 1940.

## Vie privée
Leslie F. Stone est née Leslie Frances Rubenstein en 1905 à Philadelphie et ses parents sont George S. Rubenstein et Lillian A. (Spellman) Rubenstein (une poètesse et autrice bien connue du début du siècle). Leslie F. Stone épouse William Silberberg, un journaliste syndicaliste en 1927 et le couple a deux fils qui sont élevés dans la région de Washington, D.C. où plus tard dans sa vie, elle remporte des prix en tant que jardinière et céramiste.

## Carrière
Au moment où Leslie F. Stone entre au lycée à Norfolk, en Virginie, elle publie déjà des nouvelles fantastiques dans un journal local. Elle devient l'une des premières femmes à publier dans les magazines de science-fiction pulp de l'époque. Elle travaille avec Hugo Gernsback pour Amazing Stories et Wonder Stories. Leslie F. Stone écrit des space operas et des expériences de pensée ainsi que des histoires mettant en vedette à la fois des protagonistes féminines et des protagonistes noirs. Après avoir écrit plus de vingt courtes fictions, elle cesse d'écrire de la fiction, ce qui, selon elle, résulte à la fois des horreurs de la guerre qui lui rendent difficile l'écriture sur l'avenir et de conflits croissants avec des éditeurs masculins qui refusent de publier son travail parce qu'elle est une femme,,.
Elle travaille aux National Institutes of Health de Bethesda, dans le Maryland après la mort de son mari en 1957,. Elle revient à l'écriture en éditant et en republiant Out of the Void en tant que roman autonome, en 1971. En 1974, Leslie F. Stone publie Day of the Pulps, à propos de son expérience de l'époque de publication des pulps dans les années 1920 et 1930.

## Œuvre littéraire
Le travail de Leslie F. Stone est similaire à une grande partie de la pulp fiction écrite à l'époque avec des personnages de base et des intrigues simples,, mais Leslie F. Stone a également inclus certaines les premières femmes et protagonistes noirs ainsi que la première planète dominée par des femmes dans le genre de la science-fiction pulp. Déterminer si l'écriture de Leslie F. Stone est féministe est compliquée par son utilisation des aspects contemporains du genre de la science-fiction pulp, en particulier des narrateurs et des points de vue masculins,. Bien que son travail ne soit pas explicitement féministe son écriture critique souvent la masculinité et son rôle dans la science,,,, et elle agrémente souvent ses histoires avec des images positives de personnages et de sociétés féminines fortes,,,. De plus, alors que son écriture est de style similaire aux autres œuvres de l'époque, Leslie F. Stone utilise son travail pour critiquer le racisme, soulever des questions sur la guerre et sur la science et les progrès qu'elle est  susceptible d'apporter, Leslie F. Stone est citée (par des personnalités telles qu'Isaac Asimov et Frederik Pohl) comme l'une des premières écrivaines de science-fiction qui a utilisé un nom ambigu pour cacher son sexe (Leslie F. Stone pouvant être tout aussi bien féminin que masculin). D'autres affirment que Leslie F. Stone a été identifiée comme une femme écrivaine à l'époque,,, Leslie F. Stone a elle-même écrit dans ses Réminiscences non publiées qu'elle avait choisi de profiter délibérément de son nom androgyne, en n'utilisant que son initiale pour éviter l'orthographe genrée de Frances. En effet, elle a rencontré plusieurs occurrences de sexisme en essayant de publier de la science-fiction dans les pulps et se souvient des réactions hostiles des éditeurs (dont Campbell et Conklin) et des fans qui ont appris qu'elle était une femme.

## Œuvres

### SérieThe Void
1. (en) Out of the void, 1929
2. (en) Across the Void, 1931

### SérieMentor
1. (en) Men with wings, 1929
2. (en) Women with Wings, 1930

### Nouvelles
- (en) When the sun went out, Stellar Publishing Corporation, 1929[11]
- (en) Letter of the Twenty-Fourth Century, 1929
- (en) Through the Veil, 1930
- (en) The Conquest of Gola, 1931
- (en) The Hell Planet, 1932
- (en) The Man Who Fought a Fly, 1932
- (en) Gulliver, 3000 A.D., 1933
- (en) The Rape of the Solar System, 1934
- (en) Cosmic Joke, 1935
- (en) The Man With the Four Dimensional Eyes, 1935
- (en) When the Flame-Flowers Blossomed, 1935
- (en) The Fall of Mercury, 1935
- (en) The Human Pets of Mars, 1936
- (en) The Great Ones, 1937
- (en) Death Dallies Awhile, 1938
- (en) The Space Terror, 1939
- (en) Gravity Off!, 1940

### Autre travaux
- (en) Day of the Pulps, 1974Essai concernant l'époque des pulps

### Publications dans des anthologies de science-fiction
- Ann VanderMeer et Jeff VanderMeer, The big book of science fiction : the ultimate collection, 2016 (ISBN 978-1-101-91009-2 et 1-101-91009-7, OCLC 928107748).
- Arthur B. Evans et Wesleyan University. Press, The Wesleyan anthology of science fiction, Wesleyan University Press, 2010 (ISBN 978-0-8195-6954-7, 0-8195-6954-2 et 978-0-8195-6955-4, OCLC 495547094, lire en ligne).
- (en) Donald A Wollheim, Robert Abernathy, Miles J Breuer et Stanton A Coblentz, Flight into space: great science-fiction stories of interplanetary travel, Fell, 1950 (OCLC 1281819, lire en ligne).